# Inurois asahinai
Inurois asahinai là một loài bướm đêm trong họ Geometridae.